# Pozemník
 Pozemník (Epigaea) je rod, který obsahuje tři druhy a patří do čeledi vřesovcovité. Jsou to malé plazivé keře rostou do 10–20 cm výšky. Listy jsou stálezelené, střídavé, jednoduché, celokrajné a 2–10 cm dlouhé. Květy jsou malé, bílé nebo růžové, s pěticípým trubkovitým okvětím. Pozemník kvete v polovině jara. Plod je suchá tobolka s četnými malými semeny.

## Druhy
- Epigaea asiatica – Japonsko. Listy s ostrou špičkou.
- Epigaea gaultherioides – Gruzie a severovýchodní Turecko.
- Epigaea repens – východní Severní Amerika. Listy se zaoblenou nebo tupou špičkou.

Pozemník E. repens je uveden jako ohrožený druh v některých státech USA .

## Symbolismus
Jménem „mayflower“ označili tuto rostlinu (Epigaea repens) puritáni podle své lodi nazvané Mayflower, když loď přistála na Plymouth Rock v Massachusetts. Z tohoto důvodu byl pozemník vybrán jako květina státu Massachusetts. Je to také květ provincie Nové Skotsko.

## Pěstování a využití
Všechny tři druhy se pěstují jako okrasné rostliny, skalničky, vyžadují vlhkou, kyselou půdu. Kříženci mezi E. repens a E. asiatica, Epigaea × intertexta byly také vyšlechtěny jako zahradní rostliny.